# 日本邮船历史博物馆
日本邮船历史博物馆（日语：日本郵船歴史博物館），是位于日本神奈川县横滨市的博物馆，由日本郵船创办。

## 历史
1993年，日本邮船集团创办的“日本邮船历史资料馆”在横滨开馆，2003年横滨邮船大楼装修完工后迁至此，并以“日本邮船历史博物馆”为题重开。
博物馆主要展出与日本邮船公司历史及相关的、自明治维新至今的日本海运史。

## 设施
- 横滨邮船大楼（日语：横浜郵船ビル）

该大楼完工于1936年，是科林斯柱式结构的大楼。2003年为了博物馆进行大规模装修。获得了第15届BELCA奖。并被认定为经济产业省近现代产业遗产。